# Maldanella harai
Maldanella harai är en ringmaskart som först beskrevs av Izuka 1902.  Maldanella harai ingår i släktet Maldanella och familjen Maldanidae. Inga underarter finns listade i Catalogue of Life.